# Toby Perkins
Pour les articles homonymes, voir Perkins.
Matthew Toby Perkins (né le 12 août 1970) est un homme politique britannique du parti travailliste qui est député de Chesterfield depuis 2010. Il est ministre fantôme des apprentis et de l'apprentissage tout au long de la vie depuis avril 2020. Auparavant, il est ministre fantôme des petites entreprises sous Ed Miliband et ministre fantôme des forces armées sous Jeremy Corbyn.

## Jeunesse et carrière
Matthew Toby Perkins est né le 12 août 1970. Il est le fils de VF Perkins et de sa femme Teresa. Il a une sœur, Polly. Il est un arrière-petit-fils d'A. P. Herbert (en), député indépendant de l'Université d'Oxford (1935–1950) et petit-fils du poète John Pudney. Perkins fréquente la Trinity Catholic School de Leamington Spa et la Silverdale Comprehensive School de Sheffield.
Il travaille dans le secteur privé de 1987 jusqu'à son élection au Parlement en 2010. Il est dans les ventes IT comme consultant et directeur régional pour l'organisation Prime Time Recruitment, puis créé une entreprise de produits de rugby.
Perkins est un conseiller pour Rother Ward sur Chesterfield Borough Council de 2003 à 2011.
Il est directeur de la Families First Co-operative, une entreprise sociale qui dirige une pépinière de la petite enfance à Chesterfield, et met sur pied le Chesterfield Flood Victims Appeal, qui recueille plus de 13000 £ pour les victimes des inondations à Chesterfield en 2007.

## Carrière parlementaire
Perkins gagne contre le député libéral démocrate de Chesterfield, Paul Holmes, en 2010, par 549 voix, malgré un mouvement national contre le Parti travailliste.
Il soutient David Miliband pour la direction travailliste.
Sous Ed Miliband, Perkins est le premier des nouveaux élus de 2010 à passer au banc avant en devenant ministre de l'Éducation de l'ombre en septembre 2010 sous Andy Burnham. Il est transféré dans l'équipe du Shadow Business en tant que ministre fantôme du Commerce et des petites entreprises en 2011, sous Chuka Umunna. En tant que ministre du Commerce fantôme, il est responsable des politiques sur l'accès au financement, les petites entreprises, la réglementation / déréglementation, l'insolvabilité, l'approvisionnement, les pubs et la rue principale.
Douglas Alexander le nomme l'un des trois vice-présidents du Parti travailliste en juillet 2014 pour la campagne électorale générale de 2015 aux côtés de Gloria De Piero et Jonathan Ashworth. Il a auparavant dirigé la campagne électorale partielle du Labour à Wythenshawe et à Sale East. Il a également travaillé sur des campagnes électorales partielles à Corby, Bradford West et Eastleigh.
Perkins est ministre de l'ombre pour les forces armées dans le cabinet fantôme de Jeremy Corbyn. Cependant, il démissionne le 27 juin 2016, avec nombre de ses collègues. Il soutient Owen Smith dans la tentative ratée de remplacer Jeremy Corbyn lors des élections à la direction du Parti travailliste de 2016. Il soutient Keir Starmer pour l'élection à la direction du parti travailliste 2020.
Il fait campagne pour que le Royaume-Uni reste membre de l'Union européenne avant le référendum sur l'UE le 23 juin 2016.
En avril 2020, Perkins est nommé ministre fantôme de l'apprentissage et de l'apprentissage tout au long de la vie par le nouveau chef du parti Keir Starmer.